# 阿爾馬鎮區 (明尼蘇達州馬歇爾縣)
阿爾馬鎮區（英語：Alma Township）是位於美國明尼蘇達州馬歇爾縣的一個行政鎮區。

## 歷史
阿爾馬鎮區於1882年設立，得名自當地首位白人嬰兒的名字。

## 地方資料
阿爾馬鎮區的面積為94.22平方千米，當中陸地面積為94.18平方千米，而水域面積為0.04平方千米。根據2020年美國人口普查的數據，當地共有人口77人，而人口密度為每平方千米0.82人。